# Правицький Яків Петрович
 Яків Петрович Правицький (нар.. 1741/1742 — пом.. до 1796) — настоятель Архангело-Михайлівського храму в Бабаях на Харківщині, учень, збирач творів та товариш відомого українського філософа та педагога Григорія Сковороди.

## Життєпис
Яків Правицький (Правецький) народився 1741 або 1742 року в родині священника Миколаївської церкви в селі Жихор (нині частина Харкова) Харківської протопопії Петра Правецького. У 1752 або 1754 році Яків вступив до Харківського колегіуму, був «понят и прилежен». Якраз із 1 вересня 1762 року Григорій Сковорода почав викладати в класі синтаксими, також вів екстраординарний 2-річний курс грецької мови. Окрім студента 2-го року Якова Правицького, навколо нього сформувалося коло шанувальників — студенти філософії Василь Білозерський, Микола Заводовський, Петро Ковалинський зі своїм молодшим братом Григорієм, учнем синтаксими, і навіть 9-річний учень інфими Яків Єнкевич. Вони збиралися в домі Сковороди, читали античних авторів, писали вірші, співали, гуляли за містом у садах. Сам учитель характеризував 21-річного Якова Правицького, як хлопця «порядного, м'якого, людяного». Улітку 1766 року, закінчивши три роки класу богослів'я, Яків Правицький рушив «плавати» по «житейському морю». У селі Бабаї (тоді ж, або дещо пізніше) помер священик Архангело-Михайлівської церкви Тимофій Лавровський, та посів його катедру. Зокрема, 25 лютого 1773 р. Сковорода жив у Бабаях у Якова Правицького, бо тоді ж звідти написав листа в Острогозьк Якову Долганському.
Яків Правицький 12 травня 1782 року за кошти Щербиніних заклав Архангело-Михайлівську церкву, котра була зруйнована за радянської влади.
Помер до 1796 року

## Творчість
Яків Правицький неодноразово давав притулок Григорієві Сковороді, збирав та переписував його твори. Сам Сковорода аж до 1792 року листувався з ним. В одному із своїх листів Сковорода писав: "У друга нашего бабаевского иерея Якова Правицкого все мои творення хранятся. По мне они бы давно пропали! Я удивился, увидев у него моего «Наркисса» и «Симфонію».
Зокрема, Яків Правицький врятував «Асхапі». Сам Сковорода спалив цей твір, коли перебував у місті Острогозьку приблизно у 1771—1772 р. чи пізніше. У Якова Правицького знайшлася копія твору, яку автор прочитав, зробив деякі виправлення й додав лист-передмову, адресовану Коваленському. Твір Сковорода назвав «Симфоніа, нареченная книга Асхань, о познаніи самаго себе» і цим поставив його у прямий зв'язок із «Наркисом».
Григорій Сковорода позитивно оцінював важливу працю свого товариша Якова Правицького:

«Если ты переписал мои новые сочинения, то верни ко мне оригиналы, также пришли вместе с оригиналами и тот мой диалог, который ты обыкновенно хвалишь более других, по переписке он будет прислан тебе обратно».

Григорій Сковорода подарував Якову Правицькому один зі своїх трактатів — «Разговор Марка», про що повідомляє в листі від 25 квітня 1786 року.
Колекція 9 листів Григорія Сковороди до Якова Правицького зберігається в Ленінграді, в Архіві АН СРСР серед паперів Ізмаїла Срезневського (ф. 216, оп. 3, № 226). Вперше уривки з цих листів були опубліковані в 1835 р. Александру Гиждеу (журнал «Телескоп», 1835, ч. XXVI, стор. 3 — 24 та 151—169) та Ізмаїлом Срезневським (альманах «Молодик на 1844 год», с. 244—254). Повністю всі 9 листів В. І. Срезневський надрукував у 1894 році журнал «Бібліограф» (№ 1, стор. 1 — 21). До видання 1894 р. листи не потрапили, за винятком лише одного — листа Сковороди до Я. Правицького (с. 129—130), що був надрукований за копією, зробленою проф. Олександром Кирпичниковим з оригіналу відділу рукописів ДБЛ. Цей лист датований 5 січня 1792 р. Автограф зберігається у відділі рукописів ДБЛ (шифр Авт. 6/2).

## Родина
Його син Григорій (нар. 1783) продовжив справу батька. У спискові учнів класу поетики за 1796 рік вказується: «села Бабаев Архангелской церкви умершаго священника Іакова сын Григорій Правицкій», що мав 12 років, а вступив до колегіуму 19 жовтня 1793 року. Він був «отличнаго понятія, прилежен и нравов прекрасиых».